# Zikkurat des Mondgottes Nanna

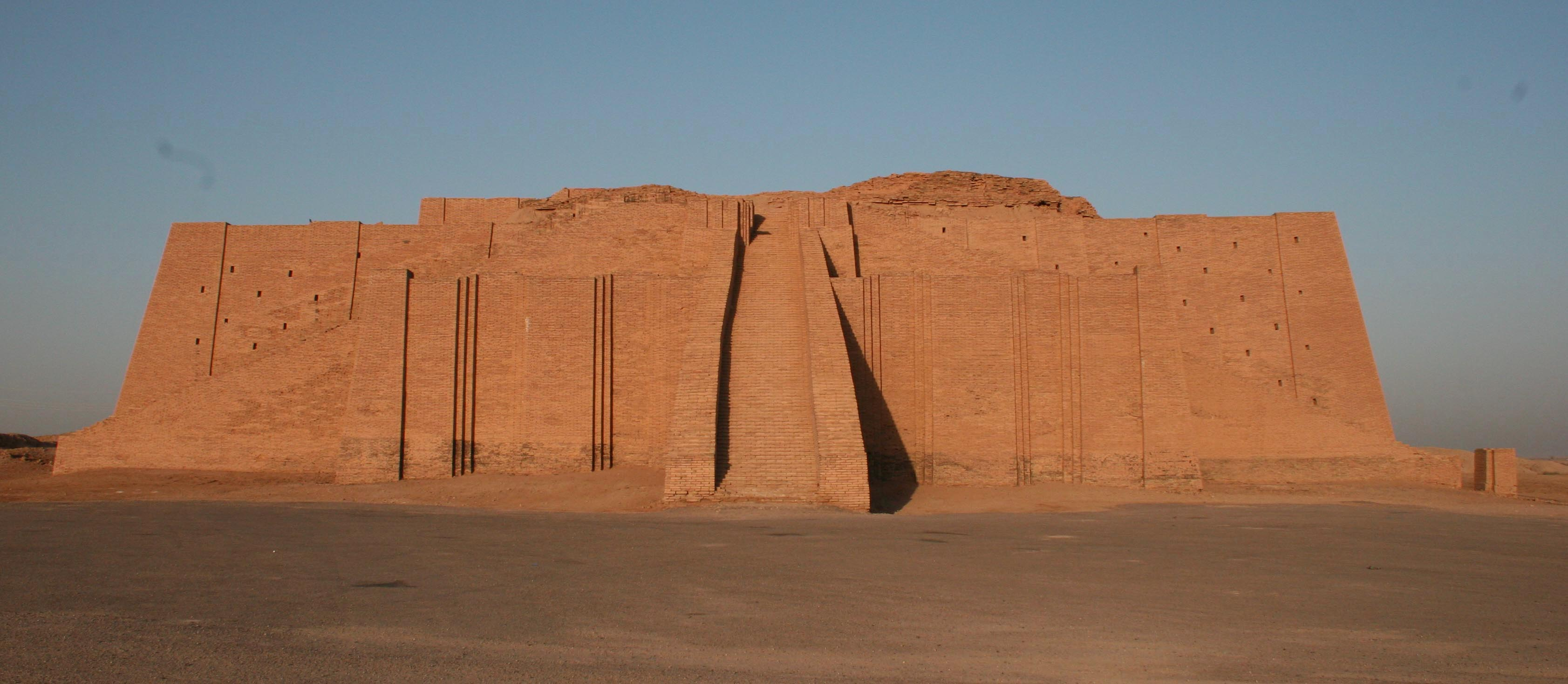
Zikkurat des Mondgottes Nanna in rekonstruiertem Zustand, NNO-Seite

Die Zikkurat des Mondgottes Nanna (sumerisch Etemennigur), häufig Zikkurat von Ur, ist eine altorientalische Zikkurat mit einer Basislänge von 62,5 × 43 Metern und einer Höhe von 25 Metern. Der frühantike Stufentempel liegt im Süden des heutigen Irak, ca. 15 km westlich von Nasiriya. Er wurde von den Sumerern in Ur unter der Herrschaft des Königs Ur-Nammu und seines Sohnes Šulgi vor über 4.000 Jahren erbaut.
Die Zikkurat ist ein massiver Bau aus Lehmziegeln mit 2,5 m dicken Mauern aus gebrannten Ziegeln. Die Ecken des Gebäudes zeigen in die vier Himmelsrichtungen. Im Gegensatz zu anderen Zikkuraten unterscheiden sich die Höhen der Stufen stark: Die unterste Stufe hatte eine Höhe von elf Metern, die der zweiten und dritten Stufe werden auf 5,7 beziehungsweise 2,9 m geschätzt. An der Nordostseite führten drei Treppen zu einem Torhaus zwischen zweiter und dritter Stufe. Gekrönt wurde die Anlage durch den eigentlichen Tempel für den Mondgott Nanna.
1854 untersuchte der britische Konsul John George Taylor (fälschlicherweise oft als J. E. Taylor ausgewiesen) die Ruinen. 1922 bis 1934 führte der britische Archäologe Leonard Woolley umfangreiche Ausgrabungen auf dem Tell durch. Er versuchte auch das ursprüngliche Aussehen der Anlage mittels alter Beschreibungen und Darstellungen zu rekonstruieren, was ab dem zweiten Stufenstockwerk jedoch spekulativ bleiben musste.
In den 1980er Jahren veranlasste Saddam Hussein, dass die Fassade und Treppen restauriert wurden.

## Literatur

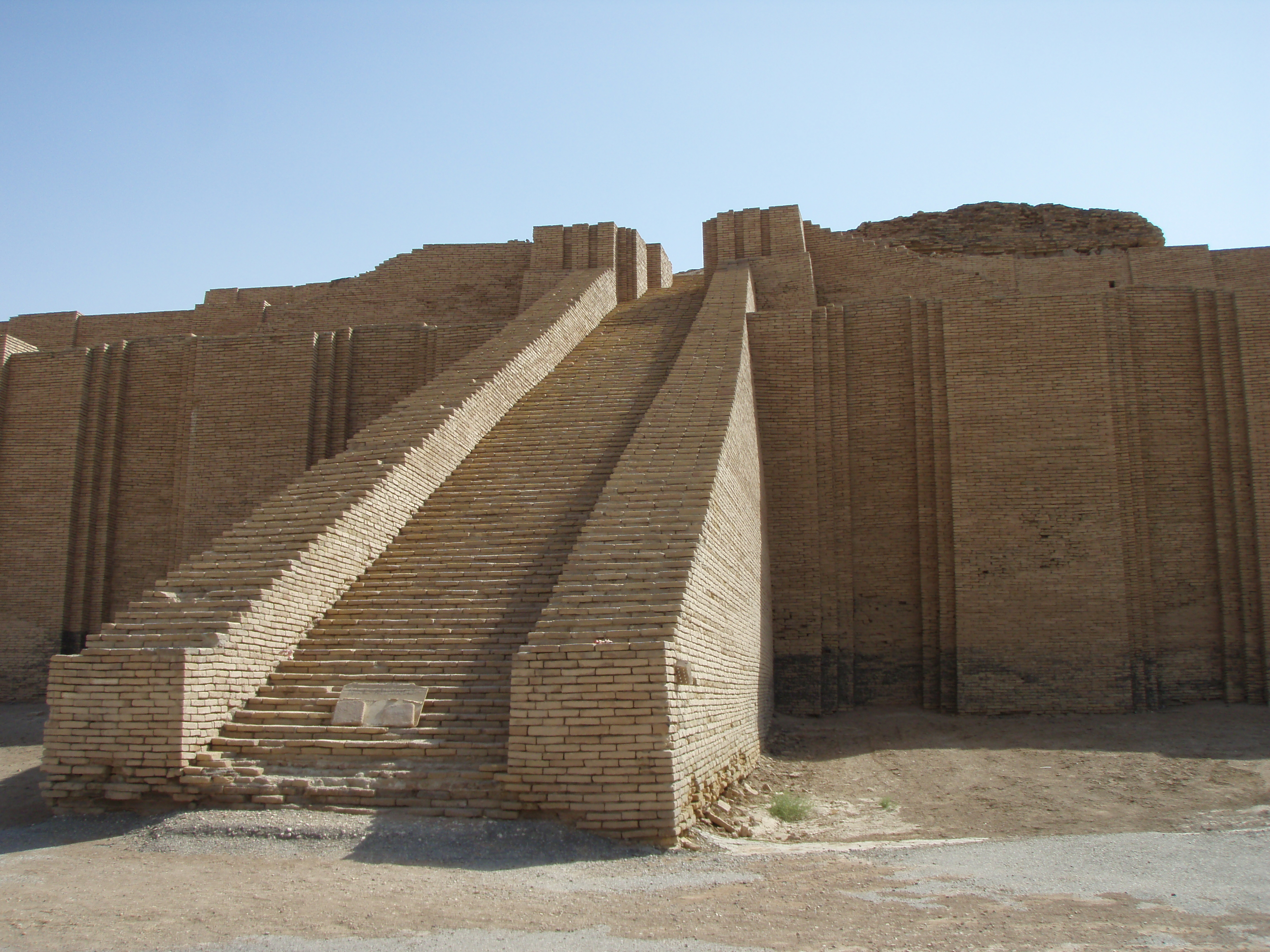
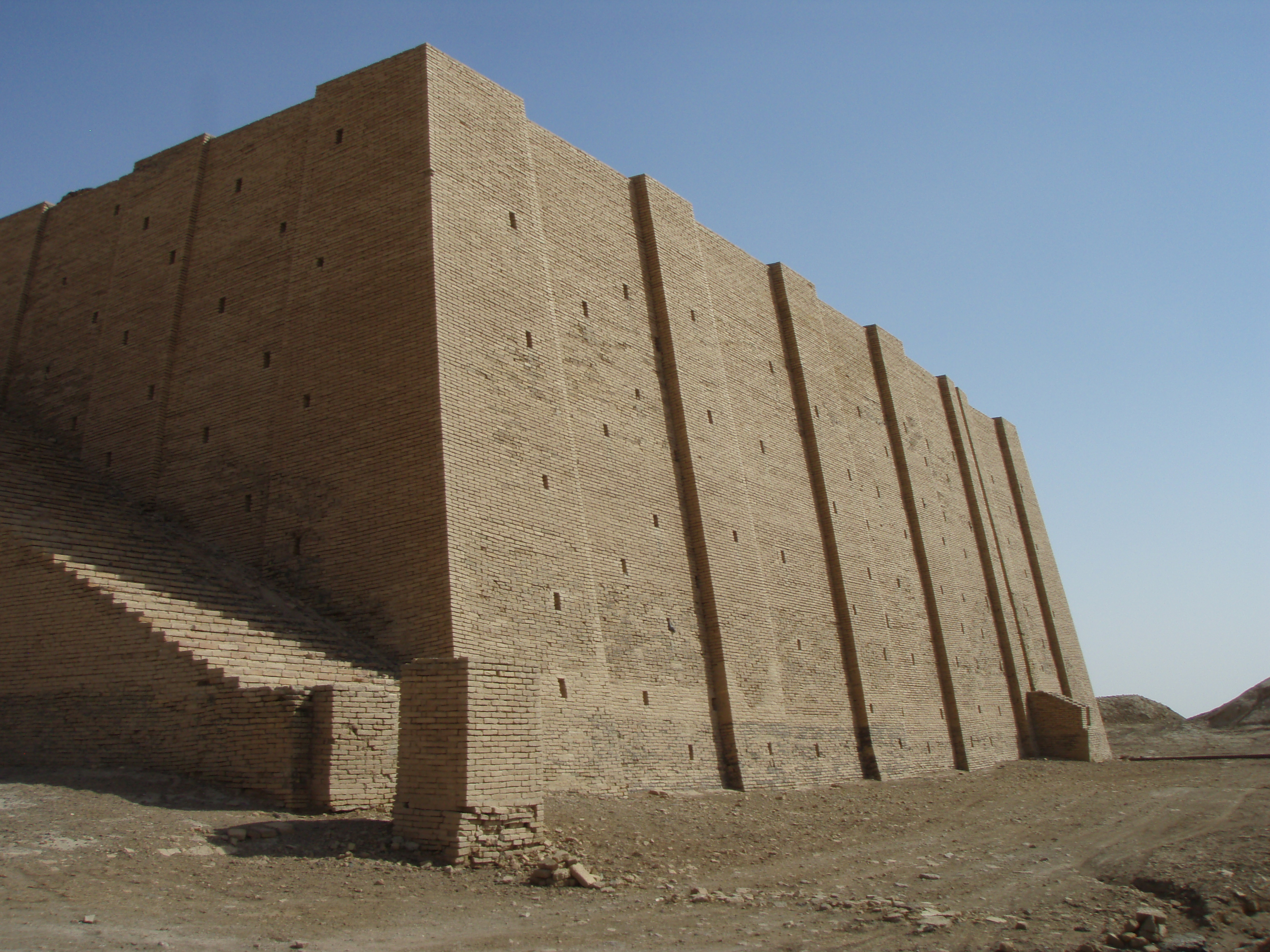
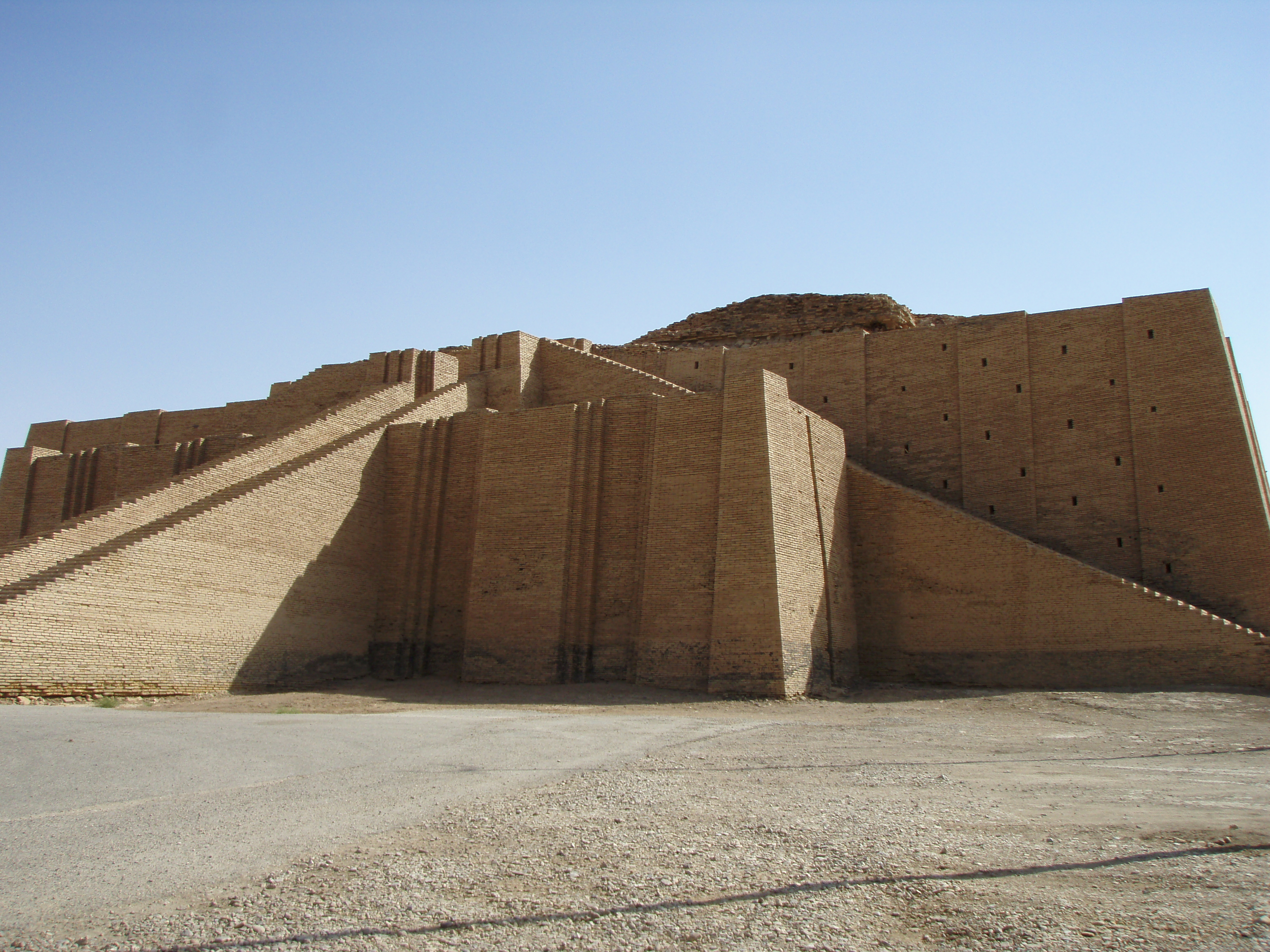
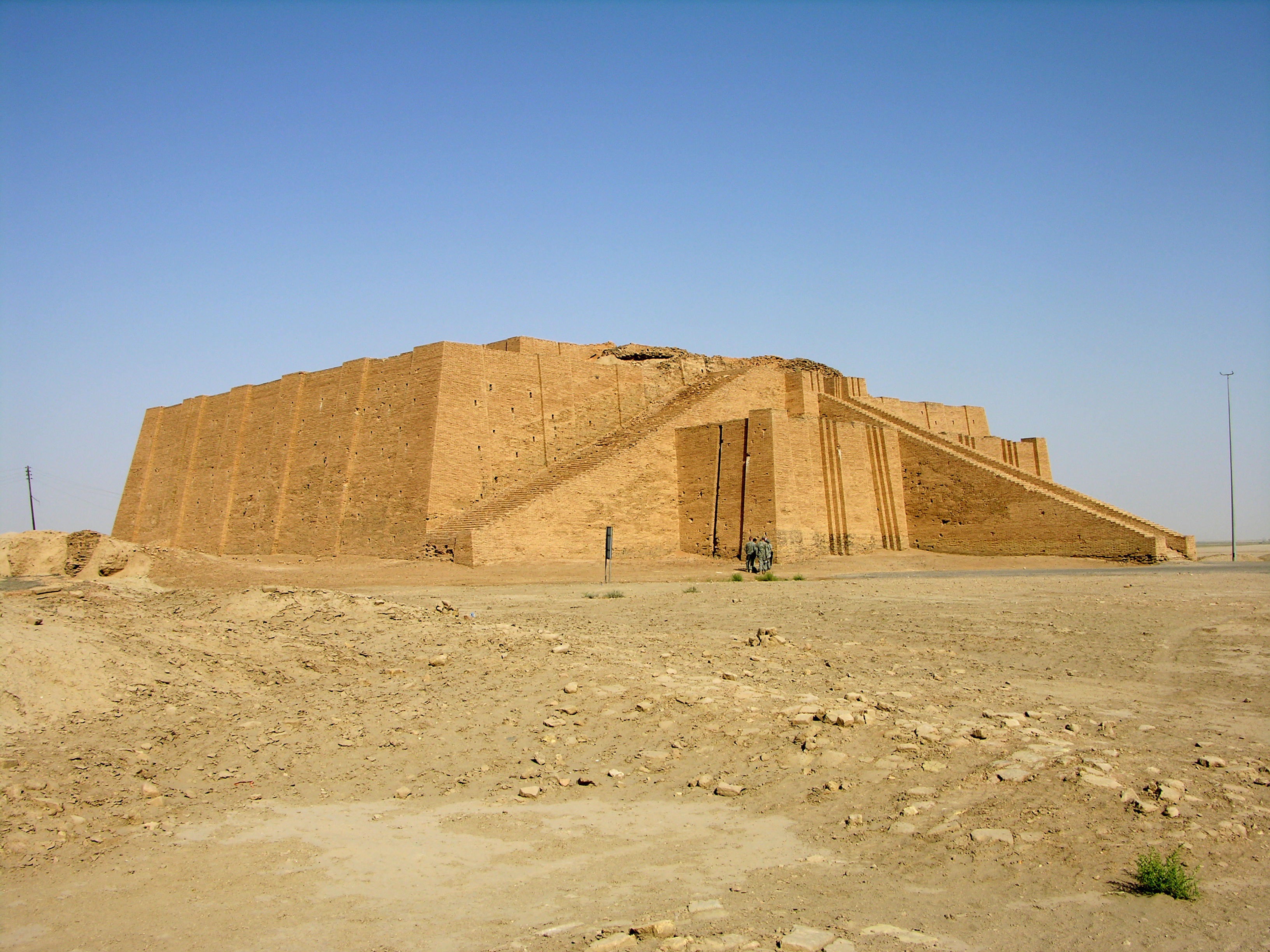
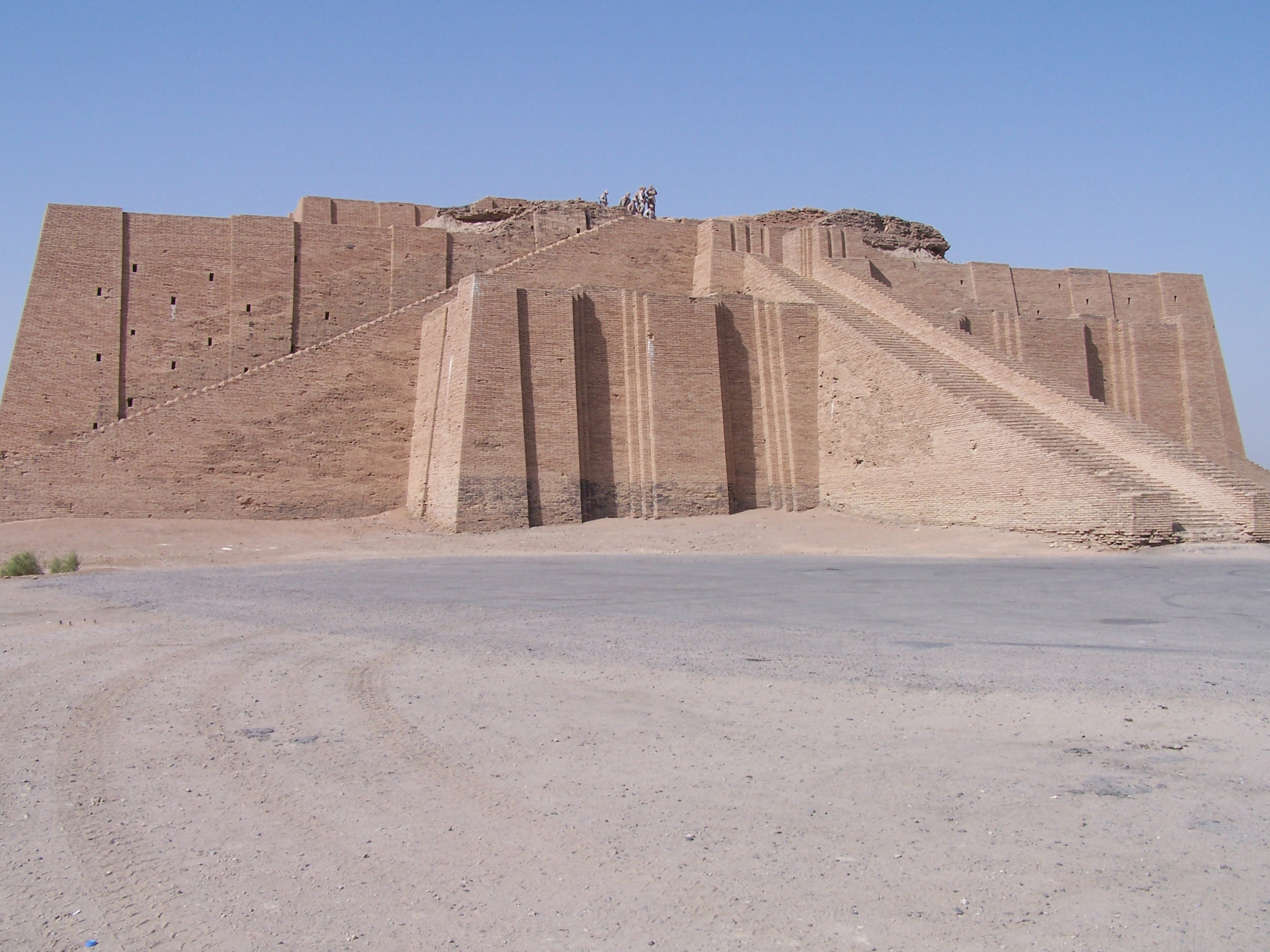